# 申涵煜
申涵煜（1628年—1694年），字觀仲，號鶴盟，直隸廣平府永年縣（今屬河北省邯鄲市）人。清朝書法家、詩人、文學家。

## 生平
順治十一年（1654年）甲午科選拔貢。
康熙五年（1666年）丙午科鄉試舉人，絕意仕進。其書法效王獻之，寫蘭竹仿趙孟堅，詩學於其兄申涵光，時稱三絕。康熙三十三年（1694年）逝世，卒年六十七。

## 著作
- 《敏菴集》二卷
- 《江航草》一卷
- 《通鑑評語》

### 名言
- 「愛子不教，猶饑而食之以毒，適所害之也。」
- 「善惡之習，朝夕漸染，易以移人」

## 家庭
- 父：申佳胤，明末進士，官太仆寺丞，閱馬京畿。李自成破北京後，自殺，有《君子亭集》傳世。
- 兄弟：
  - 申涵光，廣平三君之一，絕意仕途，以理學訓其二弟，有《聰山詩集》、《荊園小語》、《說杜》等傳世。
  - 申涵昐，與申涵煜皆進士及第，有《忠裕堂文集》、《詩集》、《史籍》等傳世。
- 妻：李氏、韓氏。
- 子：申頲，字敬立，康熙十七年戊午科副榜，授唐縣教諭，詩、書、畫俱工，著有《耐俗軒詩集》、《課兒文訓》。
- 孫：
  - 申居郇
  - 申居员